# Heteraphrodita intermedia
Heteraphrodita intermedia är en ringmaskart som först beskrevs av McIntosh 1885.  Heteraphrodita intermedia ingår i släktet Heteraphrodita och familjen Aphroditidae. Inga underarter finns listade i Catalogue of Life.